# جورج هيرون
جورج هيرون (بالإنجليزية: George Heron)‏ هو عسكري أمريكي، ولد في 22 فبراير 1919 في Red House, New York ‏ في الولايات المتحدة، وتوفي في 26 مايو 2011 في سالامانكا في الولايات المتحدة.